# Juke Box Hero
Juke Box Hero è una canzone scritta da Lou Gramm e Mick Jones ed eseguita dai Foreigner per il loro album multi-platino 4 (1981). È inizialmente entrata nella classifica Mainstream Rock Songs nel luglio del 1981. Pubblicata come terzo singolo estratto dall'album ad inizio 1982, ha poi raggiunto il 26º posto della Billboard Hot 100. Ha goduto di popolarità duratura negli anni, tanto da rientrare più volte in classifica e ottenere un disco di platino per le vendite nel 2014 (a più di trent'anni dalla sua pubblicazione).

## Significato
La canzone ha come protagonista un ragazzo che non ha la possibilità di acquistare un biglietto per un concerto rock andato sold-out. Egli va comunque ad ascoltare lo show dall'esterno del palazzetto, rimanendo eccitato dopo aver sentito il rumore di una chitarra ("He heard one guitar / just blew him away"), per cui il giorno successivo decide di procurarsene una in un negozio dell'usato ("and the very next day / Bought a beat up six string in a second-hand store"). Il ragazzo comincia quindi a imparare a suonare e si rende conto che con la chitarra può diventare famoso, come infatti poi accade.
La canzone passa dunque a descrivere la sua lotta per restare ai vertici delle classifiche musicali, cosa che fa di lui un "Juke Box Hero" (eroe del Jukebox). Alla fine incontra un altro fan fuori dal palazzetto a uno dei suoi concerti, che gli fa tornare in mente di sé stesso e di come tutto è cominciato. Mick Jones ha raccontato che la canzone è stata ispirata da un fan vero dei Foreigner, che stava aspettando il gruppo fuori dal palazzetto da circa cinque ore sotto la pioggia. Jones, impressionato da questa dedizione, decise di portarlo dietro le quinte e fargli assistere allo spettacolo.

## Formazione
- Lou Gramm – voce
- Mick Jones – chitarra, cori
- Rick Wills – basso, cori
- Dennis Elliott – batteria, cori

### Altri musicisti
- Larry Fast –sintetizzatori

## Tracce
7" Single Atlantic ATL 11 678
1. Juke Box Hero (versione radiofonica) – 4:03
2. I'm Gonna Win – 4:53

7" Single Atlantic 11 670
1. Juke Box Hero (versione radiofonica) – 4:03
2. Girl on the Moon – 3:53

7" Single Atlantic 4017
1. Juke Box Hero (versione radiofonica) – 4:03
2. Night Life – 3:51

## Nella cultura di massa
- I Soul Asylum hanno registrato una cover della canzone per la loro raccolta del 2006, Closer to the Stars: Best of the Twin/Tone Years.[4]
- È presente come canzone scaricabile per il videogioco musicale Guitar Hero III: Legends of Rock.
- È stata reinterpretata da Blake Jenner nel quinto episodio della quarta stagione della serie televisiva Glee, come canzone introduttiva del nuovo personaggio Ryder Lynn.
- La canzone appare inoltre nella colonna sonora del film Rock of Ages del 2012, all'interno di un mash-up con I Love Rock 'n' Roll.
- È presente nel videogioco DJ Hero in un remix con una traccia creata appositamente da DJ Z-Trip e che si chiama appunto "DJ Hero".